# Стюарт, Кристина, 4-я графиня Бьюкен
Кристина (Кристиан) Стюарт Дуглас, 4-я графиня Бьюкен (англ. Christina Stewart Douglas, Countess of Buchan; ок. 1548 — 20 сентября 1580) — шотландская дворянка, по праву именовавшейся графиней Бьюкен.

## Происхождение
Родилась около 1548 года. Единственная дочь Джона Стюарта, мастера Бьюкена, и его жены Маргарет, дочери сэра Уолтера Огилви из Бойна. Ее отец погиб в битве при Пинки 10 сентября 1547 года, а мать также умерла 26 декабря 1549 года.
В 1551 году после смерти своего деда Джона Стюарта, 3-го графа Бьюкена (1498—1551), Кристина унаследовала графство Бьюкен. В том году она стала наследницей своего отца, получившей в наследство земли, юрисдикции и должности, перечисленные в хартии её деда от 1547 года. На момент смерти матери ей было всего три года, и она была отдана под опеку Маргарет Эрскин, жены Роберта Дугласа из Лохлевена (? — 1547).
В январе 1549—1550 годов, хотя Кристина была ещё совсем ребёнком, между ней и Джеймсом Стюартом (1531—1570), впоследствии графом Морей и регентом королевства, был заключён брачный контракт, который давал ему право владения её землями. Он был сыном Маргарет Эрскин (1515—1572) от короля Шотландии Якова V. Несмотря на этот контракт, он позже женился на Агнес Кейт. Кристина вышла замуж за сводного брата графа Морея, Роберта Дугласа (? — 1580), второго сына Маргарет Эрскин и Роберта Дугласа из Лохлевена. По праву своей жены Роберт Дуглас стал графом Бьюкеном и шерифом Банфа.
Когда Мария Стюарт, королева Шотландии, была заключена в замке Лохливен в июле 1567 года, Роберт Дуглас, граф Бьюкен, был одним из немногих, кому было разрешено навещать её.
В 1574 году Кристина Стюарт и её муж получили хартию на семейные поместья, наследственные должности и графский холм в качестве конъюнктного сбора, с остатком наследникам мужского пола по браку, наследникам женского пола, наследникам тела графини и, наконец, ближайшим законным наследникам графа. Ее муж, как граф Бьюкен, принимал видное участие в политических движениях, совершенных в несовершеннолетнем возрасте Якова VI, и он поддерживал своего брата регента Морея в противовес сторонникам Марии, королевы Шотландии. После убийства регента Морея в январе 1570 года лорд Бьюкен был одним из четырех лордов, которым было поручено управление страной от имени короля Якова VI.

## Семья
У Кристины Стюарт и Роберта Дугласа были один сын и три дочери:
- Джеймс Дуглас, 5-й граф Бьюкен (ок. 1580 — 26 августа 1601)
- Кристиан Дуглас, вышедшая замуж за Ричарда Дугласа, брата Уильяма Дугласа из Уиттингема
- Мариота Дуглас, вышедшая замуж за Александра Ирвина из замка Драм
- Элизабет Дуглас, которая в 1592 году вышла замуж за Эндрю Фрейзера из Мучалса.

Граф Бьюкен скончался в Миллс-оф-Драм, недалеко от Абердина, 18 августа 1580 года, а графиня в Абердине 20 сентября 1580 года.